# Blue Tail Fly
"Jimmy Crack Corn" omdirigerar hit. För Eminem-sången, se Jimmy Crack Corn (sång).
Blue Tail Fly eller Jimmy Crack Corn, Roud 1274, är en minstrelsång som skrevs på 1840-talet i USA. Sången är idag är en populär barnvisa. 
Under åren har många olika textversioner tillkommit, men den ursprungliga berättelsen har alltid varit densamma. Sången handlar om en svart slavs klagan över hans herres död. Det finns dock en "subtext" till sången, som tyder på glädje över hans död. 
"The blue-tail fly" i låten är förmodligen en variant av broms, som livnär sig på blod från djur som hästar och nötkreatur, liksom människor, och utgör därmed ett utbrett behov av skadedjursbekämpning i jordbruksregioner. Vissa bromsar har en blå-svart buk, därav namnet.
Sången har spelats in av Burl Ives.
Det finns även en svensk version, "Ponny-Twist". Den spelades in av Klubborkestern med Stallflickorna och utgavs på skivan Wahlströms Ponnyklubb RM 5041 år 1967.